# Стадион Лумен филд
Стадион Лумен филд (енгл. Lumen Field) је вишенаменски (фудбал, атлетика) стадион који се налази у Сијетлу, САД. Стадион је свечано отворен 2002. године и заменио је стари Кингдоме, срушен 2000. То је дом Сијетл саундерса из МЛАа и Сијетл сихоксаиз НФЛа. Стадион је такође био једно од места одржавања КОНКАКАФ златних купова 2005., 2009. и 2013. Има максимални капацитет од 67.000 гледалаца, али се то смањује за редовне утакмице Саундерса на 39.115. Стадион важи за најгласнији у професионалном спорту у Америци.

## КОНКАКАФ златни куп
Овај стадион је неколико пута биран као стадион домаћина током турнира за Златни куп, фудбалског турнира за репрезентације КОНКАКАФа. Током Златног купа 2005. , 2009.  и 2013. , овај стадион је био један од стадиона на којима су се играле фудбалске утакмице. 
| № | Датум         | Репрезентације                                                           | Резултат | Златни куп  | Гледалаца |
| - | ------------- | ------------------------------------------------------------------------ | -------- | ----------- | --------- |
| 1 | 7. јул 2005.  | Канада – Костарика                                                       | 0:1      | Групна фаза | 15.831    |
| 2 | 7. јул 2005.  | Куба – Сједињене Државе                                                  | 1:4      | Групна фаза | 15.831    |
| 3 | 9. јул 2005.  | Костарика – [[Фудбалска репрезентација Кубе {{{altlink2}}}\|Куба]]       | 3:1      | Групна фаза | 15.109    |
| 4 | 9. јул 2005.  | Сједињене Државе – Канада                                                | 2:0      | Групна фаза | 15.109    |
| 5 | 4. јул 2009.  | Хаити – Хондурас                                                         | 4:0      | Групна фаза | 15.387    |
| 6 | 4. јул 2009.  | Сједињене Државе – Гренада                                               | 4:0      | Групна фаза | 15.387    |
| 7 | 11. јул 2013. | Панама – [[Фудбалска репрезентација Мартиника {{{altlink2}}}\|Мартиник]] | 1:0      | Групна фаза | 28.354    |
| 8 | 11. јул 2013. | Мексико – Канада                                                         | 2:0      | Групна фаза | 28.354    |

### Копа Америка Сентенарио
| № | Датум         | Репрезентације             | Резултат | Копа Америка | Гледалаца |
| - | ------------- | -------------------------- | -------- | ------------ | --------- |
| 1 | 3. јун 2016.  | Хаити – Перу               | 0:1      | Групна фаза  | 20.190    |
| 2 | 6. јун 2016.  | Аргентина – Боливија       | 3:0      | Групна фаза  | 45.753    |
| 3 | 18. јун 2016. | Сједињене Државе – Еквадор | 2:1      | Четвртфинале | 47.322    |